# Golem (film)
Golem è un film del 2000 diretto da Louis Nero.

## Trama
Dalle leggende alchemiche agli antichi misteri ebraici legati alla Cabala. Le città del triangolo magico, Torino, Praga e Lione, fanno da scenario a quest’opera dedicata alla figura misteriosa del Golem. La mitica statua-automa, animata dal potere delle parole magiche del Rabbi Judah Loew, vaga nella notte attraverso alla ricerca del suo creatore.

## Produzione
Il film, opera prima del regista Louis Nero, è stato girato interamente di notte, tra Torino, Praga e Lione. Le riprese sono state effettuate nei luoghi esoterico-magici delle tre città del cosiddetto triangolo magico: piazza Solferino e piazza Statuto a Torino, il vecchio cimitero ebraico di Praga e il Vicolo d'Oro di Praga.